# Strojna fakulteta v Tuzli
Strojna fakulteta (izvirno bosansko Mašinski fakultet u Tuzli), s sedežem v Tuzli, je fakulteta, ki je članica Univerze v Tuzli.
Trenutni dekan je prof. dr. Izet Alić.